# Shanghai Hongqiao Airport
Hongqiao Airport, eller Shanghai Hongqiao International Airport er en lufthavn uden for Shanghai. 
Lufthavnen er International og tager noget af Shanghai's flytrafik.
I 2006 gik der ca. 19.338.485 rejsende igennem Hongqiao Airport, der er den 5 største forretningslufthavn i Kina. 